# Manra
Manra è un piccolo atollo disabitato dell'Oceano Pacifico situato nell'arcipelago delle Isole della Fenice ed appartenente alla Repubblica di Kiribati. La sua superficie è di 4,4 km².

## Flora e fauna
L'isola, di forma triangolare, ha al suo centro una laguna senza sbocchi sul mare. L'acqua della laguna è particolarmente salata e raggiunge profondità di 5-6 metri. La vegetazione è composta principalmente da palme da cocco. In passato l'isola è stata sfruttata come piantagione per ottenere la copra, ma ora non è più attiva.
Sull'isola vi è una ricca presenza di uccelli marini, tratto comune a tutte le isole dell'area. Il territorio è abitato da diverse specie di granchi, da topi, da cani, gatti e maiali selvatici.
La laguna è caratterizzata da un livello di salinità troppo elevato per consentire lo sviluppo della vita marina ma i pesci sono presenti in abbondanza nei pressi della barriera corallina esterna all'isola.

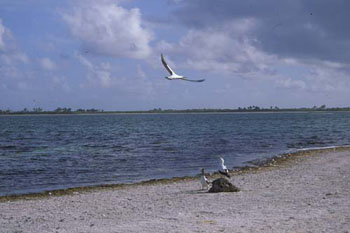
Spiaggia della laguna popolata dagli uccelli marini

## Storia
A differenza delle altre isole dell'arcipelago, Manra presenta tracce di insediamenti preistorici: nella zona nord-orientale e in quella nord-occidentale sono state rinvenute circa una dozzina tra piattaforme e resti di recinzioni. Il professor Kenneth P. Emory, etnologo del Bishop Museum di Honolulu, ha accertato la presenza di due gruppi umani distinti, uno proveniente dalla Polinesia orientale e l'altro dalla Micronesia. Sono stati inoltre scoperti pozzi e buche scavati da questi antichi abitanti.
Manra fu scoperta nel 1823 dalla baleniera inglese Sydney Packet e venne per questo chiamata isola Sydney. Nel corso del XIX secolo fu intensivamente sfruttata per i suoi depositi di guano, all'inizio del secolo successivo fu convertita in piantagione di palme da cocco.
L'isola divenne uno dei luoghi interessati dal progetto di espansione coloniale britannico nelle Isole della Fenice, per questo motivo furono insediati 130 coloni e venne costruito un villaggio dotato di centro radio, cisterna di cemento e 15 pozzi per l'acqua.
A ciascun colono adulto furono assegnate 50 palme e per ogni bambino fu garantito un lotto di 80 m². La colonia non riuscì a prosperare per via dei prolungati periodi di siccità e a causa del declino del mercato mondiale della copra.

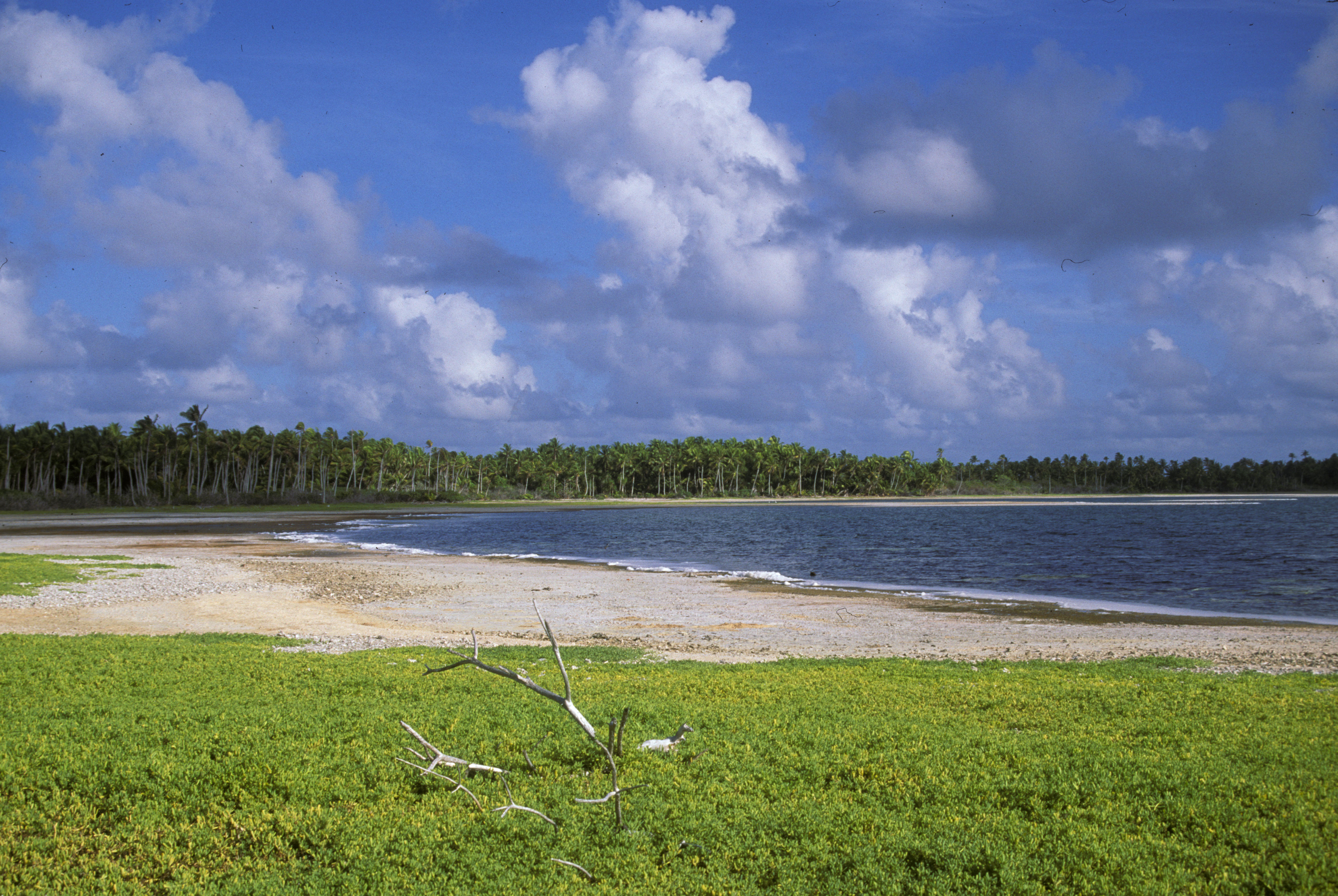
La laguna dell'atollo

L'isola fu completamente abbandonata tra il 1958 e il 1963, restando disabitata sino ad oggi. Dal 1979 è sottoposta alla giurisdizione della Repubblica di Kiribati.
Nel 2008 è stata dichiarata, assieme al resto dell'arcipelago, area protetta.